# Jan Huijbrecht
Petrus Johannes (Jan) Huijbrecht (Veere, 20 juni 1924 – Zierikzee, 9 januari 2015) was een Nederlands politicus van de PvdA.
Na de Tweede Wereldoorlog was hij betrokken bij het droogmaken van Walcheren en in 1947 ging hij werken bij Rijkswaterstaat. Daarna is hij ook nog directeur geweest. Daarnaast was hij ook actief in de lokale politiek. Zo was hij zeventien jaar gemeenteraadslid in Terneuzen waar hij ook korte tijd wethouder is geweest en vanaf 1974 was hij lid van de Provinciale Staten van Zeeland. In juni 1978 werd Huijbrecht de burgemeester van Bergambacht en tevens waarnemend burgemeester van Ammerstol. Ammerstol ging in 1985 op in de gemeente Bergambacht. Hij ging in juli 1989 met pensioen waarna hij terugkeerde naar Zeeland. Begin 2015 overleed hij op 90-jarige leeftijd.
In Bergambacht is de Burgemeester Huijbrechtstraat naar hem vernoemd.